# Жамин, Виталий Алексеевич
Виталий Алексеевич Жамин (24 марта 1920 года, село Петухи, Ключевский район, Алтайский край, РСФСР, СССР — 21 сентября 1989 года, Москва, СССР) — советский учёный-экономист, декан экономического факультета МГУ (1959—1963), ректор МГПИ (1963—1966). Доктор экономических наук, профессор.

## Биография
Родился 24 марта 1920 года в селе Петухи Ключевского района Алтайского края.
В 1938 году — окончил Бийский сельскохозяйственный техникум, в 1945 году — Чкаловский (Оренбургский) педагогический институт.
Участник Великой Отечественной войны.
В 1950 году — защитил кандидатскую диссертацию, тема: «Сталинская теория коллективизации сельского хозяйства».
В 1957 году — защитил докторскую диссертацию, тема: «Социально-экономические преобразования в сельском хозяйстве Китайской Народной Республики».
В 1953 году — присвоено учёное звание доцента, в 1960 году — профессора.
С 1950 года — работал в МГУ: заведующий кафедрой экономики зарубежных стран (1958—1966), заведующий кафедрой истории народного хозяйства и экономических учений (и. о. 1985—1988), зам. декана по учебной работе (1950), декан (1959—1963) экономического факультета.
С 1963 по 1966 годы — ректор Московского государственного педагогического института имени В. И. Ленина.
С 1966 года — заместитель директора Института экономики АН СССР, в дальнейшем работал в институтах Мировой социалистической системы СЭВ, Институте естествознания и техники АН СССР.
Виталий Алексеевич Жамин умер в Москве 21 сентября 1989 года, похоронен на Востряковском кладбище.

## Научная деятельность
Область научных интересов: экономическое развитие социалистических стран, экономика зарубежных стран, особенности развития промышленного производства в капиталистических странах, экономика образования.
Читал лекции по экономическому развитию социалистических стран и экономике зарубежных стран.
- «Сельское хозяйство Китая» (1959);
- «О выравнивании уровней экономического развития социалистических стран» (1962);
- «Критика современных буржуазных концепций мировой системы социалистического хозяйства» (соавт., 1985);
- учебное пособие «Экономика народного образования» (соавт., 1979); «Экономика и управление материально-технической базой высших учебных заведений» (соавт., 1978).

## Память
В 1999 году на экономическом факультете МГПУ был создан мемориальный кабинет профессора В. А. Жамина.
В 2002 году учреждена именная стипендия профессора В. А. Жамина.

## Награды
- Орден Красной Звезды (1970)
- Орден Отечественной войны II степени (1985)
- Орден Трудового Красного Знамени
- Государственная премия СССР (в составе группы, за 1982 год) — за 7-томный научный труд «История социалистической экономики СССР» (1976—1980)
- Медаль «За победу над Германией в Великой Отечественной войне 1941—1945 гг.»
- Медаль «За трудовую доблесть»